# Väldigt låg frekvens
VLF, Very Low Frequency, är radiofrekvenser mellan 3 och 30 kHz vilket motsvarar våglängder mellan 10 och 100 km. VLF-bandet är även känt som myriameterbandet, myriametervågor eller ultralångvåg.
Ett exempel på en VLF-sändare är radiostationen i Grimeton som sänder på 17,2 kHz.